# Suphisellus simoni
Suphisellus simoni is een keversoort uit de familie diksprietwaterkevers (Noteridae). De wetenschappelijke naam van de soort werd in 1889 gepubliceerd door Maurice Auguste Régimbart.